# Jiří ze Schaumburg-Lippe
Jiří ze Schaumburg-Lippe (10. října 1846 Bückeburg – 29. dubna 1911 tamtéž) byl v letech 1893 až 1911 předposledním vládnoucím knížetem miniaturního německého knížectví Schaumburg-Lippe. Pocházel z schaumburské větve rodu pánů z Lippe.
Byl synem schaumbursko-lippského knížete Adolfa a jeho ženy Hermíny Waldecko-Pyrmontské.
Jiřího mladší bratr Adolf byl v letech 1895 až 1897 regentem knížectví Lippe, kde panovala nejasnost ohledně toho, kdo je právoplatným dědicem trůnu, jelikož vládnoucí linie stála před vymřením.

## Rodina
16. dubna 1882 se Jiří oženil s Marií Annou Sasko-Altenburskou. Pár měl devět dětí, mezi nimi posledního knížete ze Schaumburg-Lippe.
- 1. Adolf II. (23. 2. 1883 Stadthagen – 26. 3. 1936 Zumpango), poslední kníže ze Schaumburgu-Lippe v letech 1911–1918, poté pouze titulární kníže, spolu s manželkou zahynul při letecké havárii[1][2]
⚭ 1920 Ellen Bischoff-Korthaus (6. 11. 1894 Mnichov – 26. 3. 1936 Zumpango)[3]
- 2. Mořic Jiří (11. 3. 1884 Stadthagen – 10. 3. 1920 Vratislav), svobodný a bezdětný[4][5]
- 3. Petr (6. 1. 1886 Stadthagen – 17. 5. 1886 tamtéž)[6]
- 4. Wolrad (19. 4. 1887 Stadthagen – 15. 6. 1962 Hannover), titulární kníže ze Schaumburg-Lippe od roku 1936 až do své smrti[7][8]
⚭ 1925 Batilda ze Schaumburg-Lippe (11. 11. 1903 Wels – 29. 6. 1983 Hagenburg)[9][10]
- 5. Štěpán (21. 6. 1891 Bückeburg – 10. 2. 1965 Berg)[11][12]
⚭ 1921 Ingeborg Alix Oldenburská (20. 7. 1901 Oldenburg – 10. 1. 1996 Thumby)[13]
- 6. Jindřich (25. 9. 1894 Bückeburg – 11. 11. 1952 tamtéž)[14][15]
⚭ 1933 hraběnka Marie Erika z Hardenbergu (10. 2. 1903 Hofgeismar – 15. 7. 1964 Bad Oeynhausen)[16]
- 7. Markéta (21. 1. 1896 Bückeburg – 22. 1. 1897 tamtéž)[17]
- 8. Fridrich Kristián (5. 6. 1906 Bückeburg – 20. 9. 1983 Wasserburg am Inn)[18][19]
I. ⚭ 1927 hraběnka  Alexandra z Castell-Rüdenhausenu (29. 6. 1904 Stein – 6. 9. 1961 Linec)[20][21]
II. ⚭ 1962 Marie Luisa Šlesvicko-Holštýnsko-Sonderbursko-Glücksburská (8. 12. 1908 Berlín – 29. 12. 1969 Wiesbaden)[22][23]
III. ⚭ 1971 Helene Mayr (12. 3. 1913 Lausanne – 6. 10. 2006)[24]
- 9. Alžběta (31. 5. 1908 Bückeburg – 25. 2. 1933 Grünau im Almtal)[25][26]
I. ⚭ 1928 Benvenuto Hauptmann (1. 6. 1900 Jagniątków – 1. 4. 1965 Locarno), rozvedeni téhož roku[27]
II. ⚭ 1930 baron Johann Ernst von Herring-Frankensdorf (1. 9. 1891 Gmunden – 25. 3. 1971 Grünau im Almtal)[28]